# Karin Timmel
Karin Timmel (* 1958 in Wilhelmshaven) ist eine deutsche Verwaltungswirtin und Lehrerin. Von 1993 bis 2001 war sie Landrätin des Landkreises Rügen.

## Leben
Karin Timmel schloss ihr Studium an der Ernst-Moritz-Arndt-Universität Greifswald als Diplomlehrerin für Geographie und Mathematik ab. Nach einem Forschungsstudium wurde sie zum Dr. rer. nat. promoviert. Ein Studium an der Verwaltungs- und Wirtschaftsakademie Mecklenburg-Vorpommern in Greifswald von 1993 bis 1995 beendete sie als Diplomverwaltungswirtin.
1993 wurde Karin Timmel, seit 1990 Dezernentin für Abfall, Wasserwirtschaft und Umweltschutz, zur Landrätin des Landkreises Rügen gewählt. Dieses Amt hatte die parteilose Karin Timmel, später der Wählergemeinschaft „Bündnis für Rügen“ angehörend, bis 2001 inne.
Ab 2002 war sie Regionalmanagerin für den Wirtschaftsraum Rostock und Geschäftsführerin des Region Rostock/Güstrow/Bad Doberan Marketing Initiative e. V. Von 2004 bis 2006 arbeitete sie für die BioCon Valley GmbH.